# Konståkning vid olympiska vinterspelen 2022
Konståkning vid olympiska vinterspelen 2022 arrangerades i Huvudstadsstadion i Peking i Kina mellan den 4 och 19 februari 2022.

## Medaljsammanfattning
0TR0 = Banrekord
0OR0 = Olympiskt rekord
0VR0 = Världsrekord
| Gren                               | Guld | Guld        | Silver | Silver | Brons                                                                                           | Brons  |
| Damernas singelåkning Detaljer...  | Anna Shcherbakova ROC | 255,95      | Alexandra Trusova ROC                                                                                               | 251,73 | Kaori Sakamoto Japan                                                                            | 233,13 |
| Herrarnas singelåkning Detaljer... | Nathan Chen USA | 332,60      | Yuma Kagiyama Japan                                                                                                 | 310,05 | Shoma Uno Japan                                                                                 | 293,00 |
| Isdans Detaljer...                 | Frankrike Gabriella Papadakis Guillaume Cizeron                                                                                | 226,98 0VR0 | ROC Victoria Sinitsina Nikita Katsalapov                                                                            | 220,51 | USA Madison Hubbell Zachary Donohue                                                             | 218,02 |
| Paråkning Detaljer...              | Kina Sui Wenjing Han Cong | 239,88 0VR0 | ROC Evgenia Tarasova Vladimir Morozov                                                                               | 239,25 | ROC Anastasia Mishina Aleksandr Galliamov                                                       | 237,71 |
| Lagtävling Detaljer...             | USA Nathan Chen Vincent Zhou Karen Chen Alexa Knierim Brandon Frazier Madison Hubbell Zachary Donohue Madison Chock Evan Bates | 65          | Japan Shoma Uno Yuma Kagiyama Wakaba Higuchi Kaori Sakamoto Riku Miura Ryuichi Kihara Misato Komatsubara Tim Koleto | 63     | ROC Mark Kondratjuk Anastasija Misjina Aleksandr Galliamov Viktoria Sinitsina Nikita Katsalapov | 54     |

## Medaljtabell
| Pl. | Nation    | Guld | Silver | Brons | Totalt |
| --- | --------- | ---- | ------ | ----- | ------ |
| 1   | ROC       | 2    | 3      | 1     | 6      |
| 2   | USA       | 1    | 1      | 1     | 3      |
| 3   | Frankrike | 1    | 0      | 0     | 1      |
| 3   | Kina      | 1    | 0      | 0     | 1      |
| 4   | Japan     | 0    | 1      | 3     | 4      |
|     | Totalt    | 5    | 5      | 5     | 15     |

### Fotnoter
1. ↑  (3 februari 2022). Figure Skating – Number of Entries by NOC. Arkiverad 3 februari 2022 hämtat från the Wayback Machine. beijing2022.cn. Läst 6 februari 2022.
2. ↑  Figure Skating - Olympic Schedule & Results. Arkiverad 4 februari 2022 hämtat från the Wayback Machine. beijing2022.cn. Läst 6 februari 2022.
3. ↑  ”Women Single Skating - Free Skating Results - Olympic Figure Skating”. https://olympics.com/beijing-2022/olympic-games/en/results/figure-skating/results-women-single-skating-fnl-000100-.htm. Läst 20 februari 2022.
4. ↑  ”Men Single Skating - Free Skating Results - Olympic Figure Skating”. https://olympics.com/beijing-2022/olympic-games/en/results/figure-skating/results-men-single-skating-fnl-000100-.htm. Läst 10 februari 2022.
5. ↑  ”Ice Dance - Free Dance Results - Olympic Figure Skating”. https://olympics.com/beijing-2022/olympic-games/en/results/figure-skating/results-ice-dance-fnl-000100-.htm. Läst 14 februari 2022.
6. ↑  ”Pair Skating - Free Skating Results - Olympic Figure Skating”. https://olympics.com/beijing-2022/olympic-games/en/results/figure-skating/results-pair-skating-fnl-000100-.htm. Läst 20 februari 2022.
7. ↑  (7 februari 2022). Figure Skating - Team Event. beijing2022.cn. Läst 7 februari 2022.